# イマジナリーフレンド
イマジナリーフレンド（英: imaginary friend）は、心理学、精神医学における現象名の1つ。学術的にはイマジナリーコンパニオン（IC）という名称が用いられる。「想像上の仲間」や「空想の遊び友達」などと訳されることは多いが定訳はない。インターネット上ではIFと略されることもある。

## 概要
通常児童期にみられる空想上の仲間をいう。イマジナリーフレンドは実際にいるような実在感をもって一緒に遊ばれ、子供の心を支える仲間として機能する。イマジナリーフレンドはほぼ打ち明けられず、やがて消失する。
主に長子や一人っ子といった子供に見られる現象であり、5〜6歳あるいは10歳頃に出現し、児童期の間に消失する。子供の発達過程における正常な現象である。
姿は人間のことが多いが、人間ではない動物や妖精などの場合もある。
また、本人と対話ができるぬいぐるみなど、目に見えるモノをイマジナリーフレンドに含むのかについては研究者によって意見が異なる。このぬいぐるみなどの擬人化されたモノについては、Personified Object（PO）という呼び方がされることもある。それに対し、目に見えないイマジナリーフレンドをInvisible Friendと呼ぶ研究者もいる。

## 定義
イマジナリーフレンドの定義については、1934年にSvendsenが提唱した定義がしばしば引用される。
「目に見えない人物で，名前がつけられ，他者との会話の中で話題となり，一定期間（少なくとも数ヵ月間）直接に遊ばれ，子どもにとっては実在しているかのような感じがあるが，目に見える客観的な基礎を持たない。物体を擬人化したり，自分自身が他者を演じて遊ぶ空想遊びは除外する。」
実際にはこれ以降定義について議論されておらず、定義の一致をみない。調査者によって定義付けがされ、調査結果にもばらつきがある。

## 子供のイマジナリーフレンド
明確な性差が見られ、女児は、男児よりもイマジナリーフレンドを持ちやすいことが繰り返し指摘されている。子どものパーソナリティや気質については、かつては、内気な子供や社会性の低い子供がイマジナリーフレンドを持ちやすいと考えられていたが、近年の研究はイマジナリーフレンドを持つ子供と持たない子供の間にパーソナリティや気質の違いはほとんどないことを示している。出生順位には明確な差があり、多くの研究が、長子もしくは一人っ子は、それ以外の子供よりも、イマジナリーフレンドを持つ可能性が高いことを示している。
犬塚らの調査では、イマジナリーフレンドは子供と同性、同年齢で、人間の形をとり、友達の役割を演じることが多かった。名前が付けられて（約2分の1）、肯定的感情を抱かれ（大部分）、実在感が強く（約5分の2）、聴覚的イメージ（3分の1強）、視覚的イメージ（4分の1弱）を有することもあった。
イマジナリーフレンドの機能については、Nageraが以下の7つのことを挙げている。
1. 超自我の補助機能
2. 受け入れがたくなった衝動の発散のための手段
3. スケイプゴート
4. 全能感を遷延させる試み
5. 原始的な自我理想の人格化
6. 孤独感や無視され拒絶されている感じを埋めるもの
7. 退行や症状形成の回避

イマジナリーフレンドの生成メカニズムについて、森口は以下のように述べている。

「子どもが一人で遊ぶ時間があることは必須要件であろう。テレビを見る時間は少なく，きょうだいがいないか，養育者が下のきょうだいに長い時間を費やすような環境が必要である。次に，養育態度も重要であろう。子どもの心に対して働きかけつつ，子どもの行動にはあまり干渉せずに，自由に遊ばせるような養育態度が第二の必須要件である。養育者が子どもの心に対して働きかけると，子どもの社会的認知能力の発達は促進される。特に，養育者の乳児の心への働きかけは，ある種の空想的な心のやりとりを含むため，養育者にこの傾向が強いと，乳児は同様に過剰な社会的認知能力を発達させる。実際には心がないぬいぐるみや人形などのモノに対して生物学的特性や心理学的特性を帰属させ，PO（Personified Object 人格を与えられたモノ、ぬいぐるみ等）が生成される。また，過剰な社会的認知能力は，目に見えない他者の検出を促し，IF（Invisible Friend ぬいぐるみ等ではない目に見えないイマジナリーフレンド）が生成される。そして，このような生成が，ナラティブを紡ぐ能力を持つことで，一貫したストーリーになることが重要である。一時的にPOに心を読み込んだり，IFを生成したりするのではなく，それらの友達が日常的に継続し，一貫したストーリーになるために，ナラティブスキルが重要な役割を果たしている。もちろん，ある種の空想傾向の強さは必須だろうし，視覚像や聴覚像を生成する能力も必須かもしれない。これらの認知的・環境的な要件がそろったときに空想の友達は生成されるのではないだろうか。」
—森口佑介,『空想の友達 子どもの特徴と生成メカニズム』

## 青年期以降のイマジナリーフレンド
稀ではあるが、青年期以降もイマジナリーフレンドが持続したり、新たに出現したりするケースもある。犬塚らは、児童期にイマジナリーフレンドを持っていた者のうち、約半数が12歳以降も持ち続けていたと報告している。
イマジナリーフレンドは、本人はその架空性を意識しており、自己違和的でもなく、現実生活の障害になっているわけでもないため、病的と言えない部分がある。イマジナリーフレンドは本人にとって伴侶的ないしは適応的に働くことが多い。しかし、この適応的なスタイルが何らかの理由で破綻したとき、イマジナリーフレンドは本人の意思に逆らって暴走し、自傷や他害の要因になることもある。そのような場合、病的とみなされる。漫画家の平松伸二はデビュー後しばらくまで死神姿のイマジナリーフレンドを持っており、時にアシスタントや恋人(後の妻)の悪口を言って加害するようささやいていたと自伝の漫画で語っている。
イマジナリーフレンドは、ときに本人の身体活動を行うことがある。インターネット上では「交代」と呼ばれている。本人とイマジナリーフレンドが位置を入れ替えるようにして、イマジナリーフレンドが前面に出て行動する。解離性同一性障害の人格交代に近いような現象であるが、イマジナリーフレンドの場合はあくまで主体は本人であり、本人の意思で交代する。コントロールが不可能になり健忘が生じてしまうと解離性同一性障害の基準を満たしてしまう。

## イマジナリーフレンドが登場する作品の一覧
- ブルーロック
- くじらのホセフィーナ[11]
- ポピーザぱフォーマー
- フォスターズ・ホーム
- インサイド・ヘッド
- ポビーとディンガン
- アニメ「パワーパフガールズ」
- すみっこのおばけ
- アニメ「サウスパーク」
- CHAOS;CHILD
- コミックス・映画（実写および3DCGアニメ）「いけちゃんとぼく」
- ペーパーマン PaperMan
- アニメ・ゲームソフト「うみねこのなく頃に」
- コミックス・アニメ「セクシーコマンドー外伝 すごいよ!!マサルさん」 - 作中で主人公がしばしば行なう「秘技マサル会議」。
- コミックス・アニメ「乙女ゲームの破滅フラグしかない悪役令嬢に転生してしまった…」 - 作中で主人公がしばしば行なう「カタリナ脳内会議」。
- コミックス・アニメ「1日外出録ハンチョウ」 - 作中で主人公がしばしば行なう「脳内サミット」。
  - コミックス単行本 第15巻収録「第113話 巨父･･･････」、第19巻収録「第146話 時世」 - 主人公のイマジナリーファミリーを扱った作品。
- 人形アニメ「ミトン」 - 母親の了承を得られずペットを飼えない幼い少女が、手持ちの手袋を生きた小動物として空想し、友達の様に戯れる。
- コミックス・アニメ「ハートカクテル」第5回「魔法のような犬」 - 諸事情でペットを飼えない若いカップルが、空想上の室内犬を共同で飼う。
- 小説・アニメ「思い出のマーニー」 - 心に傷を負った主人公が、「自分と同年代の時の祖母が書いた日記の出来事」を「自分の日々の現実の日常」と区別が付けられなくなり、日記の中の祖母を現実に存在する友人と思い込んでしまう。
- 小説・アニメ・映画「赤毛のアン」 - ガラスの扉に映る自分の姿に「ケティ・モーリス」と名付けたり、小さな緑の谷に聞こえるこだまに「ヴイオレッタ」と名付け、仲良くなったつもりでいるエピソードが登場する。
- アニメ「プリンセスと魔法のキス」 - 蛙になってしまった主人公が人間に戻ろうとする行動に加勢する（擬人化された）雄蛍が、無生物である「夜空の一番星」を「雌蛍」と思い込み恋心を抱き続ける様が描かれている。
- コミックス・アニメ「おじゃる丸」 - 主人公の世話役を務める（擬人化された）雄蛍が、しばしば無生物や意思疎通困難な非擬人化生物（柿の実、蚊取り線香、台風、ゴキブリ、アサガオ、カビ）に対し恋心を抱き親密になろうとする様がしばしば登場する。
- TVドラマ「VIVANT」 - 表向きは温厚な商社マンだが実際は陸上自衛隊諜報員である主人公が幾度も会話を重ねるもう一人（但し、人格は冷酷なマキャベリスト）の自分の幻覚。
- 小説・映画「シャイニング」 - 主人公の一人息子（超能力者）にとっての空想上の相棒。悩み相談（主に「霊障」や父親のDV）に対するアドバイスや警告・注意を促す。
- 「トゥルー・ロマンス」主人公のクラレンスは、窮地に陥るとエルビスと２人きりの会話をして自分を奮い立たせる。
- コミックス「終活人生論 大市民晩歌」第1巻収録「第8回 もう一人の自分」 - 主人公が生活の知恵として習慣付けしている「自分の愚行を第三者視点で叱るもうひとりの自分」。読者にも推奨を働き掛ける内容となっている。
- 初恋ゾンビ
- 偽装不倫
- アニメ「がっこうぐらし!」
- TVドラマ「かまいたちの夜」
- びりっかすの神さま
- アニメ「アリス・ギア・アイギス」
- 歪みの国のアリス
- 映画「フィービー・ケイツの私の彼は問題児（ドドンパ）」
- ジョジョ・ラビット
- コミックス・アニメ「僕は友達が少ない」 - [注釈 1]
- 映画「ダニエル」
- コロちゃん、やったねたえちゃん! - [注釈 2]
- TVドラマ「世にも奇妙な物語 秋の特別編」
- アニメ「おそ松さん」
- コミックス・アニメ「シャドーハウス」
- 俺たちに翼はない
- コミックス・アニメ「僕の心のヤバイやつ」
- アイアムアヒーロー
- 妄想代理人
- リトルバスターズ!
- イマジナリーフレンドと
- コミックス・アニメ「ぼっち・ざ・ろっく!」
- めんつゆひとり飯
- コミックス・アニメ「ゆるキャン△」
- アニメ「ぐんまちゃん」 - [注釈 3]
- アニメ「屋根裏のラジャー」
- ピアニシモ
- 荒澤さんのイマジナリーフレンド
- ゲーム「Serial Experiments Lain」